# Seznam ruskih generalov
Seznam ruskih generalov.

## A
- Pavel Konstantinovič Abakanovič (1855 - 1917)
- Aleksander Konstantinovič Abramov (1836 - 1886)
- Fjodor Fjodorovič Abramov (1871 - 1963)
- Avgust Karl Mihail Mihajlovič Adaridi (1859 - 1940)
- Aleksander Vladimirovič Adlerberg (1818 - 1888)
- Nikolaj Vladimirovič Adlerberg (1819 - 1892)
- Adam Georg von Agthe (1777 - 1826)
- Apti Alaudinov
- Lev Lvovič Albrand (1804 - 1849)
- Mihail Vasiljevič Aleksejev (1857 - 1918)
- Eris Han Sultan Girej Alijev (1855 - 1920)
- Vladimir Ivanovič Andrejev (1942 – 2025) (aviacija)
- Stepan Stepanovič Andrejevski (1784 - 1843)
- Vladimir Konstantinovič Andrijevič (1838 - 1898)
- Ivan Malhazovič Andronikov (1798 - 1868)
- Mihail Nikolajevič Annenkov (1835 - 1899)
- Platon Aleksandrovič Antonovič (1812 - 1883)
- Aleksej Andrejevič Arakčejev (1769 - 1834)
- Aleksej Petrovič Arhangelski (1872 - 1959)
- Nikolaj Petrovič Arhanov (1740 - 1814)
- Gustaf Mauritz Armfelt (1757 - 1814)
- Leonid Konstantinovič Artamonov (1859 - 1932)
- Andrej Ivanovič Auzans (1871 - 1953)
- Sergej Aleksandrovič Avinov (1831 - 1906)

## B
- Pavel Denisovič Babič (1806 - 1883)
- Nikolaj Gavrilovič Babijev (1887 - 1920)
- Aleksander Fjodorovič Baggovut (1806 - 1883)
- Nikolaj Gustavovič Baggovut (1808 - 1890)
- Peter Ivanovič Bagration (1765 - 1812)
- Roman Ivanovič Bagration (1778 - 1834)
- Ivan Konstantinovič Bagration-Muhranski (1812 - 1895)
- Aleksej Nikolajevič Bahmetev (1774 - 1841)
- Jakov Petrovič Baklanov (1809 - 1873)
- Peter Ivanovič Balabin (1776 - 1856)
- Mihail Dimitrijevič Balk (1764 - 1818)
- Peter Semjonovič Balujev (1857 - 1923)
- Jakov Fjodorovič Barabaš (1838 - 1910)
- Aleksander Aleksejevič Barancov (1810 - 1882)
- Ivan Gavrilovič Barbovič (1874 - 1947)
- Nikolaj Fjodorovič Bardovski (1832 - 1890)
- Aleksander Andrejevič Barsov (1823 - 1878)
- Aleksej Ivanovič Bartolomej (1784 - 1839)
- Aleksander Bastrikin ?
- Aleksander Aleksandrovič Bašilov (1777 - 1849)
- Jakov Jakovljevič Batijevski (1831 - 1889)
- Nikolaj Andrejevič Baumgart (1814 - 1893)
- Ivan Aleksejevič Bazin (1800 - 1887)
- Vasilij Fjodorovič Beli (1854 - 1913)
- Ivan Timofejevič Beljajev (1875 - 1957)
- Levin August von Bennigsen (1745 - 1826)
- Burhard Maksimovič Berg (1764 - 1838)
- Grigorij Maksimovič Berg (1765 - 1833)
- Aleksander Iljič Bibikov (1729 - 1774)
- Nikolaj Valerianovič Bibikov (1842 - 1923)
- Alexander von Bilderling (1846 - 1912)
- Adam Otto Wilhelm von Bistram (1774 - 1828)
- Karl Heinrich Georg von Bistram (1770 - 1838)
- Ivan Fjodorovič Blaramberg (1800 - 1878)
- Pavel Osipovič Bobrovski (1832 - 1905)
- Afrikan Petrovič Bogajevski (1873 - 1934)
- Nikolaj Venediktovič Bogajevski (1843 - 1912)
- Andrej Vasiljevič Bogdanovski (1780 - 1864)
- Mihail Dimitrijevič Bonč-Brujevič (1870 - 1956)
- Viktor Bonadarjev (1959 -)
- David Martemljanovič Borodin (1760 - 1830)
- Aleksej Nikitič Boronok (1852 - 1892)
- Aleksander Aleksandrovič Borovski (1877 - 1939)
- Nikolaj Mihajlovič Borozdin (1777 - 1830)
- Aleksander Vasiljevič Briljevič (1851 - 1918)
- Eduard Vladimirovič Brjummer (1797 - 1874)
- Pavel Nikolajevič Bronevski (1816 - 1886)
- Semjon Bogdanovič Bronevski (1786 - 1858)
- Aleksander Romanovič Bruce (1704 – 1760)
- Aleksej Aleksejevič Brusilov (1853 - 1926)
- Aleksej Pavlovič Budberg (1869 - 1945)
- Carl Ludwig Budberg (1775 - 1829)
- Jurij Nikolajevič Bulajevski (1947 -)
- Dmitrij Bulgakov (1954 -)
- Aleksander Borisovič Buturlin (1694 - 1767)
- Friedrich Wilhelm von Buxhoeveden (1750 - 1811)

## Č
- Mihail Grigorjevič Černjajev (1828 – 1898)
- Leonid Vasiljevič Čiževski (1861 – 1929) (izumitelj)

## D
- Denis Vasiljevič Davidov (1784 – 1839)
- Anton Ivanovič Denikin (1872 – 1947)
- Aleksandr Denisov (1955 – 2020)
- Stepan Vasiljevič Djatkov (1759 – 1818)
- Aleksandr Vladimirovič Dvornikov (1961 –)

## F
- Rostislav Andrejevič Fadejev (1824 – 1883)
- Nikolaj Vasiljevič Fjodorov (1901 – 2003)
- Vladimir Grigorjevič Fjodorov (1874 – 1966)

## G
- Nikolaj Gagen (1895 - 1969)
- Aleksandr Galkin (1958 -)
- Valerij Vaslijevič Gerasimov (1955 -)
- Vitalij Gerasimov (1977 - 2022)
- Nikolaj Nikolajevič Golovin (1875 - 1944)
- Pavel Gračov (1948 - 2012)
- Ivan Platonovič Grave (1874 - 1960)
- Andrej Ivanovič Gorčakov (1779 - 1855)
- Andrej Antonovič Grečko (1903 - 1976)
- Boris Gromov (1943/7? -)
- Andrej Ivanovič Gudovič (1782 - 1867)

## H
- Abram Petrovič Hanibal (1696 - 1781)

## I
- Sergej Vladimirovič Iljušin (1894 - 1977)
- Aleksander Josipovič Imšenecki (1787 - 1896)
- Sergej Ivanov ?
- Leonid Grigorjevič Ivašov (1943 -)
- Pjotr Ivanovič Ivelič

## J
- Aleksander Sergejevič Jakovljev (1906 - 1989)
- Vladimir Nikolajevič Jakovljev (1954-)
- Ivan Stepanovič Jastrebov (1839—1894)
- Vladimir Nikolajevič Jegorjev (1869 - 1948)
- Andrej Judin

## K
- Andrej Valerjevič Kartapolov (1956-)
- Aleksej Kim
- Igor Kirilov (1970–2024)
- Sergej Kisel
- Boris Jakovljevič Knjažnin (1777 - 1854)
- Mihail Petrovič Kolesnikov (1939 - 2007)
- Vladimir Kolokolcev
- Roman Isidorovič Kondratenko (1857 - 1904)
- Lavr Georgijevič Kornilov (1870 - 1918)
- Aleksander Matvejevič Kovanko (1856 - 1919)
- Afanasij Ivanovič Krasovski (1780 - 1849)
- Maksim Kostantinovič Križanovski (1777 - 1839)
- Aleksej Nikolajevič Kuropatkin (1848 - 1925)
- Mihail Ilarionovič Kutuzov (1745 - 1813)
- Roman Kutuzov (1979? - 2022)
- Anatolij Vasilijevič Kvašnin (1946 - 2022)

## L
- Aleksandr Lapin (1964 -)
- Aleksander Ivanovič Lebed (1950 - 2002)
- Anatolij Vjačeslavovič Lebed (1963 - 2012)
- Pavel Pavlovič Lebedjev (1872 - 1933)
- Sergej Nikolajevič Lebedjev (1948 -)
- Dimitrij Andrejevič Levin (1777 - 1839)
- Nikolaj Lukaševič (1941 - 2021)

## M
- Valerian Grigorjevič Madatov (1782 - 1829)
- Timofej Majakin (1969 -) dirigent
- Nikolaj Jegorovič Makarov (1949 -)
- Albert Mihajlovič Makašov (1938 -)
- Sergej Melikov (1965 -)
- Vladimir Mihajlov
- Mihail Mizincev (1962 -)
- Nikolaj Nikolajevič Muravjov (1809 - 1881)

## N
- Nikolaj Nikolajevič
- Rašid Nurgalijev ?

## O
- Zahar Dimitrijevič Olsufjev (1772–1835)
- Orlov

## P
- Oleksandr Pavlyuk (Ukrajinec)
- Anatolij Nikolajevič Pepeljajev (1891–1938)
- Vjačeslav Plehve ?
- Aleksej Andrejevič Polivanov (1855 - 1920)
- Boris Vladimirovič Polujektov (1779 - 1843)
- Vladimir Popovkin (1957 - 2014)

## R
- Pavel Karlovič Rennenkampf (1854 – 1918)
- Nikolaj Grigorjevič Repnin-Volkonski (1778 – 1845)
- Sergej Jakovljevič Repninski (1775 – 1818)
- Lev Rohlin (1947 – 1998)
- Loggin Osipovič Roth (1780 – 1851)
- Vasilij Dmitrijevič Rikov (1759 – 1827–)
- Igor Rodionov (1936 – 2014)
- Anatolij Romanov (1948 –)
- Aleksander Ruckoj (1947 –)
- Sergej Rudskoj
- Vladimir Rušajlo ?

## S
- Oleg Leonidovič Saljukov (1955 –)
- Grigorij Mihajlovič Semjonov (1890 – 1946)
- Pjotr Petrovič Semjonov - "Tjan-Šanski" (1827 – 1914)
- Igor Dmitrijevič Sergejev (Игорь Дмитриевич Сергеев) (1938–2006) (maršal)
- Mihail Dmitrijevič Skobeljev (1843 – 1882)
- Valerij Sergejevič Sokolov (1940 -)
- Vladimir Sergejevič Sokolov (1947 -)
- Sergej Vadimovič Stepašin (1952 -)
- Arkadij Dmitrijevič Stolipin (1822 – 1899)
- Pavel Aleksandrovič Stroganov (1774–1817)
- Andrej Suhovecki (1974 - 2022)
- Sergej Vladimirovič Surovikin (1966 -)
- Aleksander Vasiljevič Suvorov (1729—1800)
- Arkadij Aleksandrovič Suvorov (1784—1811), sin A. V. Suvorova
- Vasilij Ivanovič Suvorov (1705—1775), oče A. V. Suvorova.

## Š
- Vladimir Anatoljevič Šamanov (1957 –)
- Vladimir Šatalov (1927 – 2021)
- Sergej Šojgu (1955 –)

## T
- Boris Tarasov (1932 – 2021)
- Mihail Teplinski (1969 -)
- Eduard Ivanovič Totleben (1818 – 1884)
- Genadij Trošev (1947 – 2008)

## V
- Nikolaj Valutin
- Ivan Mihailovič Vanbolski (1781—1861)
- Aleksej Jefimovič Vandam (1867—1933)
- Nikolaj Aleksandrovič Vasiljevski (1852—1914)
- Ivan Osipovič Vitt (1781—1840)
- Sergej Grigorjevič Volkonski (1788—1865)
- Pjotr Nikolajevič Vrangel (1878—1828)

## Z
- Pjotr Petrovič Zagrjažski (1778 - 1849)
- Mihail Ivanovič Zasulič (1843 - 1910)
- Rudolf Antonovič Zejme (1830 - 1886)
- Viktor Zolotov (1954 -)

## Ž
- Aleksander Žuravljov (1965 -)